# Auguste Davezac de Castera
Le major Auguste Davezac de Castera (1780-1851), issu d'une grande famille de planteurs d'indigo, de café et de sucre, l'un des plus célèbres réfugiés français de Saint-Domingue en Amérique fut l'aide de camp d'Andrew Jackson, futur président des États-Unis, lors de la bataille de la Nouvelle-Orléans puis  ambassadeur américain aux Pays-Bas et député du parti démocrate.

## Origines familiales
Auguste Davezac de Castera est né dans une famille d'ancienne bourgeoisie originaire de Bigorre,. *Pierre d'Avezac , notaire, vers 1650, de Séméac, (Hautes-Pyrénées). *Valentin d'Avezac (né en 1690),  était greffier en chef de la sénéchaussée de Tarbes, (Hautes-Pyrénées). *Pierre-Valentin d'Avezac de Castera (1720-1781), était aide-major des milices de la ville et du quartier de Saint-Louis à Saint-Domingue.

## Biographie
Né aux Cayes, à Saint-Domingue, où il a passé toute sa jeunesse, avec des passages en France, pour étudier au collège militaire de La Flèche, il est le troisième fils de Jean Pierre Joseph Valentin d'Avezac de Castera, riche planteur de canne à sucre de Saint-Domingue, et de Marie-Rose Valentine Talary de Maragon. Il a ensuite étudié la médecine à l'Université d'Edenton, en Caroline du Sud.
Son père, natif de Tarbes, fut envoyé à Paris où il étudia à la Sorbonne, puis  il partit pour Saint-Domingue en 1748, où il acquit une indigoterie et une plantation de café, et ensuite une plantation de sucre.
La famille se fit connaître par le creusement d'un grand canal d'irrigation, qui servait à mouvoir 19 moulins pour les habitants de la Plaine des Cayes, puis son père décède en 1781, épisode décrit dans les livres de Médéric Louis Élie Moreau de Saint-Méry. 
Sa grand-mère et ses deux frères sont tués dans l'insurrection des esclaves de 1791, mais Auguste Davezac de Castera parvient à s'enfuir avec sa mère et ses deux sœurs. Une partie de la famille se reconstitue à la Nouvelle-Orléans.
Arrivée en Louisiane, sa sœur Louise Moreau de Lassy fit en 1803 un premier mariage avec un réfugié français de la Jamaïque, qui meurt alors qu'elle n'a que 17 ans. En 1805 se remarie avec Edward Livingston, brillant politicien et homme d'affaires de New York qui s'installe en Louisiane et récupère des terres inondables réputées publiques, au bord du Mississippi à Batture, pour en faire des plantations de riz. Son autre sœur épousera Carlton, l'un des premiers juges de la Louisiane, qui fut aussi l'avocat du corsaire Jean Lafitte et qui traduit avec Louis Moreau-Lislet, l'associé de son beau-frère Edward Livingston, le code espagnol de l'esclavage. Sa mère, née Geneviève Durand de Linois, était la cousine germaine de l'amiral Charles Alexandre Léon Durand de Linois).
Edward Livingston, son beau-frère, le convainc d'étudier aussi le droit, et il s'installe comme avocat pénaliste, réputé assez brillant pour qu'aucun de ses clients n'ait jamais été condamnée mort.
Militaire à l'origine, Auguste Davezac de Castera devient l'avocat général et l'aide de camp du général Andrew Jackson lors de la bataille de la Nouvelle-Orléans et se fait accorder le grade de major.Il fut l'un des organisateurs des campagnes présidentielles d'Andrew Jackson en 1824 puis 1828.
Ami personnel de Jackson, il sera nommé plusieurs fois à des postes à l'étranger et se fera élire au congrès de l'État de New York comme député du parti démocrate, en 1843-1845, après avoir été ambassadeur américain aux Pays-Bas en 1829
En août 1841, à la fin de sa vie, Jackson fait appel à lui pour lancer un mouvement national visant à lui rembourser le montant d'une amende qu'il avait dû payer un peu après la bataille de la Nouvelle-Orléans, un juge l'ayant accusé d'avoir abusivement fait emprisonner un contradicteur du nom de Louis Louaillier, détail attestant de la forte amitié qui liait les deux hommes, selon l'un des biographes de, qui était aussi très proche d'Edward Livingston, le beau-frère d'Auguste Davezac de Castera.